# Quinton Dunbar
Quinton Dunbar (Miami, 22 luglio 1992) è un ex giocatore di football americano statunitense che ha militato nel ruolo di cornerback nella National Football League (NFL).

## Carriera

### Washington Redskins
Dopo non essere stato scelto nel Draft NFL 2015, Dunbar firmò con i Washington Redskins. Iniziò la carriera come quinto cornerback nelle gerarchie della squadra dietro a DeAngelo Hall, Chris Culliver, Bashaud Breeland e Will Blackmon. Il 4 ottobre 2015 disputò la prima partita in carriera nella vittoria dei Redskins sui Philadelphia Eagles. La sua prima stagione regolare si chiuse con 13 tackle, 5 passaggi deviati un intercetto in 11 presenze, di cui 2 come titolare. Il 10 gennaio 2016 disputò la prima partita nei playoff facendo registrare 5 placcaggi e 2 passaggi deviati nella sconfitta contro i Green Bay Packers.
Nella sua seconda stagione Dunbar fu il terzo cornerback della squadra finendo con 26 tackle, un intercetto e 5 passaggi deviati in 14 presenze. Divenne stabilmente titolare nel 2018 nel lato opposto a Josh Norman disputando 7 partite prima di chiudere la stagione in lista infortunati.
Nel 2019 Dunbar concluse di nuovo la stagione in lista infortunati per un problema al tendine del ginocchio ma in 11 partite stabilì comunque un primato personale di 4 intercetti. Il sito Pro Football Focus, che stila una graduatoria per tutte le giocate di ogni atleta, lo classificò come il secondo miglior cornerback della lega dietro a Richard Sherman.

### Seattle Seahawks
Il 23 marzo 2020, Dunbar fu scambiato con i Seattle Seahawks per una scelta del quinto giro del Draft NFL 2020. Il primo intercetto con la nuova maglia lo fece registrare nel secondo turno ai danni di Cam Newton dei New England Patriots nella vittoria per 35-30.

### Detroit Lions
Dunbar firmò con i Detroit Lions il 6 aprile 2021.